# 플라네타리안 ~자그마한 별의 꿈~
《플라네타리안 ~자그마한 별의 꿈~》(planetarian ～ちいさなほしのゆめ～ 푸라네타리안 지이사나호시노유메[*])은 Key에서 2004년 말에 완성한 키네틱 노벨의 첫 번째 작품이다. 실행 파일은 무상으로 다운로드할 수 있었지만, 플레이하려면 돈을 내서 인증을 받게 하는 판매 방법을 사용하였다. 이러한 특이한 판매 방법으로 인해 일본 국외에서도 신용 카드가 있으면 게임을 구입할 수 있어서 이 게임을 합법적으로 즐길 수 있는 사람이 많았다.
2006년에는 음성을 추가한 패키지판이 나왔고, 플레이스테이션2로 이식되었다.
2016년에 애니메이션 영화가 공개되었다.

## 등장인물
호시노 유메미(ほしのゆめみ)
성우 - 스즈키 케이코
주인공. 봉인도시에 남겨져 있던 하나비시 백화점 옥상 플라네타리움관의 로봇으로, 형식명은 SCR5000 Si/FLCAPELII.
폐품상(屑屋)
성우 - 오노 다이스케
본명은 불명. 2051년, 일본의 돔 도시에서 태어났다. 폐허에 잠자는 물자 등을 찾기 위해 봉인도시로 잠입, 레이더 기지의 흔적으로 착각해 침입한 하나비시 백화점 옥상 돔에서 유메미와 만나 날림으로 플라네타리움 투영기 수리를 하는 신세가 된다.

## 스탭
- 기획 및 시나리오: 스즈모토 유이치(涼元 悠一 / すずもと ゆういち)
- 원화 및 메카닉 디자인: 코마츠 에지(駒都 えーじ / こまつ えーじ)
- 음악: 토고시 마고메(戸越 まごめ / とごし まごめ)
- 제작: VisualArt's/Key

## 같이 보기
- 로봇공학의 삼원칙